# Mânzălești
Mânzălești è un comune della Romania di 2 911 abitanti, ubicato nel distretto di Buzău, nella regione storica della Muntenia.
Il comune è formato dall'unione di 13 villaggi: Beșlii, Buștea, Cireșu, Ghizdita, Gura Bădicului, Jgheab, Mânzălești, Plavățu, Poiana Vîlcului, Satu Vechi, Trestioara, Valea Cotoarei, Valea Ursului.